# Флояра
Флоя́ра (ін. назви — фуяра, флуяра, флоєра; від рум. fluier, можливо від лат. flabellum — «віяло») — український народний дерев'яний духовий інструмент. Різновид відкритої флейти, аналогічний тилинці, але має 6 ігрових отворів. Довжина флояри 60 см.
Виконавці супроводжують свою гру гудінням, яке створює бурдонний фон. 

## У літературі, популярній культурі
|  | На камені, верхи, сидів «той», щезник, скривив гостру борідку, нагнув ріжки і, заплющивши очі, дув у флояру. «Нема моїх кіз… Нема моїх кіз…» — розливалась жалем флояра. Та ось ріжки піднялись вгору, щоки надулись і розплющились очі. «Є мої кози… Є мої кози…» — заскакали радісно згуки…— М. М. Коцюбинський «Тіні забутих предків» |

|  | Танці у хаті, танці надворі Ж'би вам радіти й не знати горя, Моцні цимбали й флуяра жвава Леґенів кличте. Буде забава!— Р. С. Лижичко і О. К. Ксенофонтов «Плєс» |